# Víctor Mora (Comicautor)
Víctor Mora i Pujades (* 6. Juni 1931 in Barcelona, Spanien; † 17. August 2016) war ein spanischer Autor und Comicautor.

## Leben und Werk
Im Alter von 20 Jahren war Mora bereits als Übersetzer für einen Verlag in Barcelona tätig. Im Jahr 1956 schuf er unter dem Pseudonym Victor Alcazar die vom Comiczeichner Ambrós (Miguel Ambrosio) gezeichnete Figur des Capitán Trueno. 1958 folgte El Jabato mit dem Zeichner Francisco Darnis. El Jabato (dt.: „Der Frischling“, aber auch: „Der Draufgänger“) ist der fiktive Held einer in den 1950er- und 60er-Jahren in Spanien populären Comic-Serie, die die Kämpfe der antiken Iberer mit den Römern schildert und sich lose an den historischen Ereignissen in Numantia (154–133 v. Chr.) orientiert.
Mit dem Zeichner Adolfo Usero realisierte er 1968 Roldán sin Miedo.
Mit der im Jahr 1969 geschaffenen Comic-Serie Dani Futuro wurde Mora Anfang der 1970er Jahre auch über die Grenzen Spaniens hinaus bekannt. Diese von Carlos Giménez, mit dem Mora bereits vorher Delta 99 geschaffen hatte (dt. bei Kauka), gezeichnete Science-Fiction-Serie, die zunächst in der spanischen Zeitschrift Gaceta Junior, dann aber auch im französischen Magazin Tintin veröffentlicht wurde, umfasst sieben Alben, die auf Deutsch aber nicht komplett vorliegen (die Serie erschien hierzulande in Zack, sowie drei Alben im Semic-Verlag).
1974 begann er für Pilote zu arbeiten, wo er unter anderem die Fantasy-Serie Arcane (Zeichner: Jaime Brocal Remohi), sowie Les Chroniques de l’Innommé (Zeichner: Luis Garcia) beisteuerte. Parallel dazu stieg er 1975 bei Pif Gadget ein, für das er zunächst Amicalement vôtre, ab 1976 dann auch Taranis, Fils de la Gaule (beide mit dem Zeichner Raffaele Carlo Marcello) schrieb. Amicalement vôtre ist eine Adaption der britischen Fernsehserie Die 2. Auch der Western Sunday, gezeichnet von Víctor de la Fuente, startete 1975 (dt. ebenfalls in Zack sowie in dessen Begleitobjekt, der Taschenbuch-Reihe Zack Parade im Koralle-Verlag erschienen).
Darüber hinaus arbeitete Mora unter anderem mit dem Zeichner Francisco Hidalgo (Doctor Niebla) zusammen.
Im Jahr 1978 schrieb Mora das Szenario für den von Annie Goetzinger gezeichneten Comic Felina, einen erotischen Fin-de-Siècle-Roman, der auf Deutsch im Volksverlag veröffentlicht wurde. Im folgenden Jahr begann er zusammen mit dem Zeichner José Cardona die SF-Serie Gigantik, diesmal direkt im Auftrag des deutschen Comic-Magazins Zack (bei seinen vorher dort erschienenen Serien war Zack lediglich Lizenznehmer). Mit dem Zeichner Alfonso Font entwickelte er mit les Compagnons d'Atlantis eine zweite Serie für Zack, von der aufgrund der Einstellung des Magazins und seiner internationalen Schwestermagazine nur eine Kurzgeschichte in der französischen Zack-Ausgabe superAS veröffentlicht wurde.
In den 1980ern folgten weitere Serien: 1982 für das Magazin Charlie die Serie Die Rostfreien (Les inoxydables, Zeichnungen von Antonio Parras, dt. bei Splitter), 1983 für Pilote Les anges d’acier mit Víctor de la Fuente (dt. bei Feest) und 1986, wieder mit Fuente, der Polit-Thriller La Sibérienne für das Magazin L'Écho des Savannes. Für das Magazin Cimoc entstand schließlich La Guerra Civil Española, einer Serie über den spanischen Bürgerkrieg. Auch hier fungierte Victor de la Fuente als Zeichner. Zudem setzte Mora in der zweiten Hälfte der 1980er Jahre Capitán Trueno (dt. bei Arboris) fort.
Für Carícies d’un desconegut erhielt Mora 1998 den Premio Fiter y Rossell. Auf Deutsch ist von ihm neben den Comics auch der Roman Die Platanen von Barcelona (Les platanes de Barcelone) erschienen.

## Trivia
Víctor Mora tritt als Nebenfigur in der 2010 erschienenen Graphic Novel El invierno del dibujante (deutsch: Der Winter des Zeichners) von Paco Roca auf, die das kurzlebige Comic-Magazin Tío Vivo und das Leben spanischer Comiczeichner in den 1950er Jahren behandelt.